# Holte Havn
Holte Havn er en cafe og spisested med is salg samt bådudlejning (8 Robåde) som er åbent i sommer halvåret beliggende direkte på søkanten til Vejlesø. - Der er i Holte Havn en lille anløbsplads for mindre sejlskibe, et slæbested og Baadfarten har fast rutefart til havnen.
I 1896 slår Henrik Jacob Thorup, efter et rigt sømandsliv i Skagen, sig ned i Holte og starter bådudlejning i Vejlesø, som haves frem til 1916 hvor Thorups efterfølger, H. Petersen, overtager bådudlejningen. Om begrebet ”Bådepetter” stammer fra Petersens tid er nærliggende.
I de byhistoriske udgivelser fra Historisk-topografisk Selskab for Søllerød Kommune, er der ingen beretninger om Petersens virke, man må slutte, at han har haft bådudlejningen frem til 1956, hvor Hans Ahlstrand overtager bådudlejningen. Hans kommer fra det nedlagte Holte Bådebyggeri, som indtil 1954 lå ca. 100 meter syd for bådudlejningen. Hans og hans kone Nille blev nærmest en institution i Holte og vellidt af alle. Der blev opført et lille ishus og senere den nordligste del af den nuværende lange bygning. Familien Ahlstrand boede nærmest uafbrudt hele sæsonen på stedet.
Georg Christiansen med familie (hans hustru ”Kisser”, sønnen Jørgen-Bo med sin kone Charlotte) overtog stedet i 1980. Det var Georg, der fandt på navnet Holte Havn. Dette navn har bidt sig fast i vide kredse – og fremmer et lille venligt smil: ”En havn i Holte?.
Familien Christiansen var meget vellidt blandt de faste gæster, derfor var det et tab, da Georg døde i 1993 og to år senere døde sønnen Jørgen-Bo. Dette resulterede i at enkerne ikke kunne overskue tabet og valgte at afhænde stedet, til trods for at de havde oparbejdet en lille sund forretning.
I 1995 overtog Gunnar Brocelius forretningen. Herefter skete der mange ting. Søllerød Kommune havde planlagt at nedrive det saneringsmodne Dronninggård Mejeri, der lå på den store grund nord for Holte Havn. Det nedslidte offentlige toilet der lå lige ved siden af mejeribygningerne blev revet ned og en ny tilbygning med bagbutik og nye toiletter blev opført, ligesom hele området fik en make-over, til det der i dag hedder Holte Havn Park. Efterfølgende ønskede Gunnar at opføre et anneks, Kaldet Båduset i dag, således at gæsterne også kunne gå i tørvejr om nødvendigt.
Ved årsskiftet 2016 overtog Nathaline Beck Holte Havn, Nathaline har som tidligere ejer af en spiserestaurant i København, udvidede menu og vinkortet væsentligt, samtidigt kunne der afholdes selskaber i Bådhuset.